# 巴赫蒂亚里人
巴赫蒂亚里人是伊朗西南的一个部落，属于卢尔人，语言巴赫蒂亚里语为卢尔语方言。巴赫蒂亚里人主要居住在恰哈马哈勒－巴赫蒂亚里省、胡齐斯坦省东部、洛雷斯坦省、布什尔省和伊斯法罕省。